# Terezin
Terezin (cz. Terezín, niem. Theresienstadt) – miasto i twierdza w Czechach, w kraju usteckim, nad rzeką Ochrza, na południowy wschód od Litomierzyc. W 2021 roku miasto liczyło 2 852 mieszkańców. W mieście rozwinął się przemysł spożywczy oraz metalowy.

## Historia

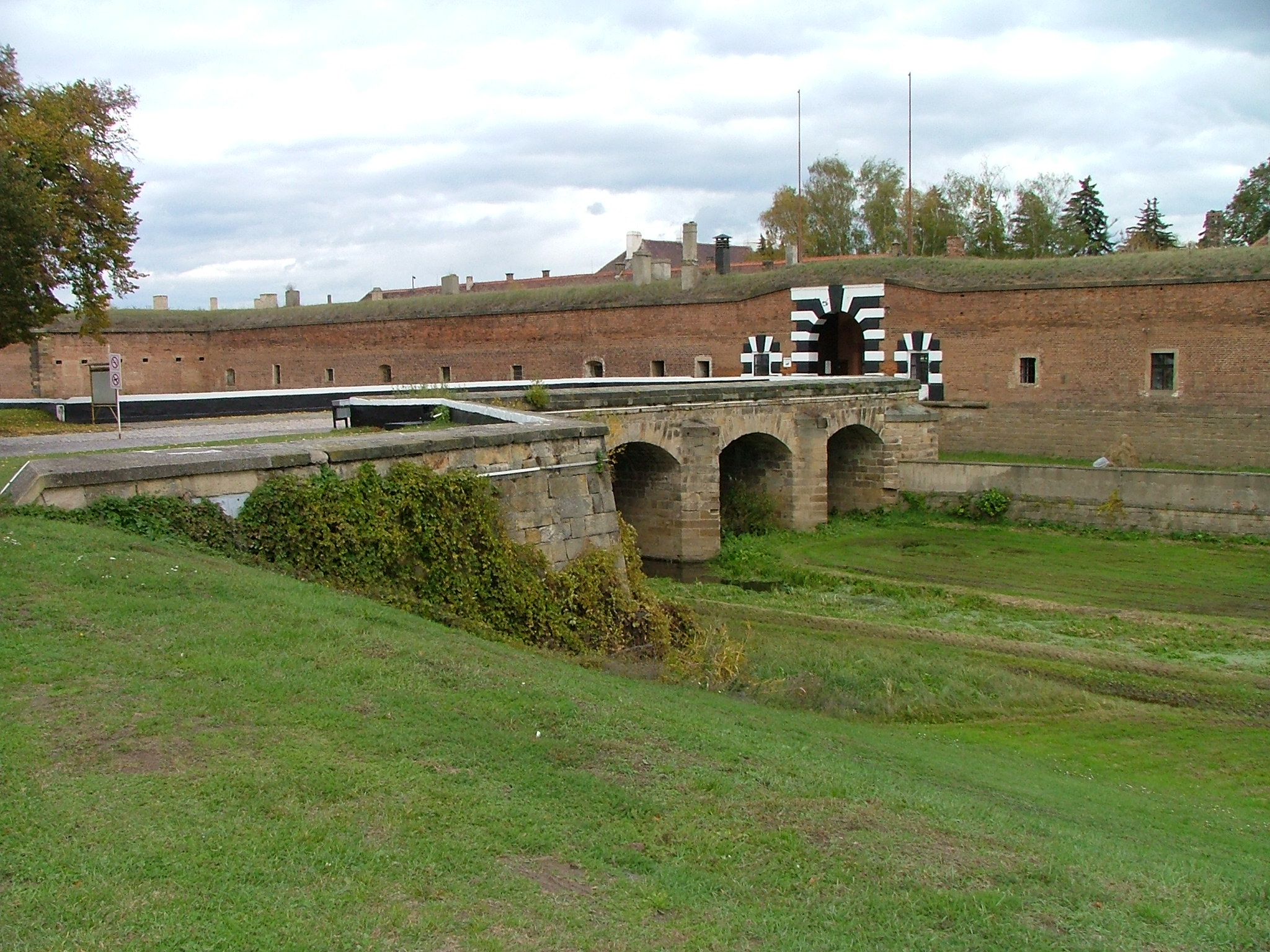
Wjazd do Małej Fortecy

Budowa twierdzy Terezin została rozpoczęta w roku 1790 na rozkaz cesarza Józefa II. Nazwana tak na cześć jego matki Marii Teresy. Terezin nigdy nie był oblegany. Po zawarciu w 1879 roku tajnego układu (dwuprzymierze) pomiędzy Austrią a Prusami, Terezin stracił znaczenie strategiczne. W połowie XIX wieku twierdzę przekształcono w więzienie polityczne, gdzie osadzono m.in. członków organizacji Młoda Bośnia, odpowiedzialnych za zamach w Sarajewie z 28 czerwca 1914; wśród nich Gawriłę Principa, który zmarł na gruźlicę 28 kwietnia 1918 roku o 18:30, w pokoju nr 33 w sektorze 13 szpitala więziennego. Jego ciało ekshumowano 2 czerwca 1920 roku i przewieziono do Królestwa Serbów, Chorwatów i Słoweńców.
W 1939 roku Terezin znalazł się na terenach okupowanego przez III Rzeszę Protektoratu Czech i Moraw. W roku 1941 w twierdzy Terezin założono obóz koncentracyjny Theresienstadt, głównie dla ludności żydowskiej z terenów niemieckich, czeskich, austriackich i holenderskich oraz więźniów politycznych. Przez obóz wraz z podobozami przeszło ok. 140 tys. osób, z czego zginęło ok. 60 tys.
Obóz został wyzwolony przez Armię Czerwoną wiosną 1945 roku.
W 1947 roku powstało w tzw. Małej Fortecy (czes. Malá pevnost) muzeum nazwane „Památník Terezín”.
30 czerwca 2009 podczas zorganizowanej tutaj konferencji międzypaństwowej pt. Mienie okresu Holocaustu przyjęto deklarację terezińską.

## Miasta partnerskie
- Dębno, Polska
- Strausberg, Niemcy
- Komárno, Słowacja